# Pedro Afán Enríquez de Ribera y Portocarrero
Pedro Afán de Ribera y Portocarrero, o Perafan de Ribera (Sevilla, ? – Nàpols, 2 d'abril de 1571), fou un noble espanyol, II marquès de Tarifa i primer duc d'Alcalá de los Gazules i virrei de Catalunya (1554-1558) i de Nàpols (12 de juny de [1559] - 2 d'abril de 1571).
Núpcies i successions
Va estar casat amb Leonor Ponce de León, filla dels marquesos de Zahara, amb la que no va tenir cap fill. Si que va tenir fills naturals:
- Amb Teresa Pinelo, donzella noble, a Juan de Rivera (1532 - 1611) patriarca d'Antioquia i arquebisbe de València.
- Amb Luisa de Mosquera, a Catalina de Rivera marquesa de Malpica.

## Virrei de Catalunya
A primers de maig de 1554 fou nomenat virrei de Catalunya. Al juny, la flota francesa i musulmana estan a punt d'atacar la costa catalana. El virrei inicia una campanya de repressió contra el bandolerisme destruint les cases dels que es consideraven col·laboradors i protectors.

## Virrei de Nàpols
Fou destinat per Felip II d'Espanya, després de l'experiència com a virrei de Catalunya, a fer-se càrrec del Regne de Nàpols, ocupant el lloc del lloctinent general, el cardenal Bartolomé de la Cueva de Albuquerque.
Va haver d'afrontar una dura carestia (que colpirà el regne repetidament els anys successius, amb epidèmies i terratrèmols). Amb tot es mostrà més atent a les operacions de repressió de l'heretgia valdense que a Calàbria causà 2.000 víctimes.
Va intentar sense resultats, la introducció de la Inquisició a Nàpols, ja sigui per la dura reacció del poble que mai va estar d'acord amb l'execució dels heretges, o ja sigui per la decisiva intervenció de Paolo Burali d'Arezzo, futur arquebisbe de Nàpols.
Defensà intensament la prerrogativa reial que s'enfrontava a la ingerència de l'Església, rebutjant de fer públics alguns documents conciliars i de publicar la butlla papal In coena Domini.
Fou poc perceptible pels seus conciutadans, llevat de l'augment dels impostos fiscals. Per contra no va afrontar de forma rigorosa el fenomen del bandolerisme que afligia el regne. El balanç del seu virregnat fou considerat negatiu.
Va morir a Nàpols el 2 d'abril de 1571 i va estar traslladat a la seva ciutat natal de Sevilla.
A la seva mort el virregnat de Nàpols fou gestionat breument per un Consell col·lateral liderat pel marquès de Trevico fins a l'arribada del nou virrei el cardenal Antonio Perrenot de Granvela.